# Foutou'art
Foutou'art est un journal en ligne satirique, alternatif, et artistique. Il fut au début des années 2010 imprimé et diffusé à Lyon et sa région,,. C'est également un collectif d'artistes composé d'illustrateurs, de plasticiens, d'écrivains, de poètes, de vidéastes, etc.

## Histoire
Créé en 2010 à Lyon par des étudiants en histoire de l'art, le journal s’est donné pour but de promouvoir la liberté d’expression, la satire et l’humour, de véhiculer des idées progressives, antiracistes, écologiques, et sociales,.
Au départ très ancré à Lyon, le journal s'est peu à peu ouvert à des contributions provenant de différents pays (Belgique, Tunisie, Angleterre, Pérou, Espagne, etc.). Invité dans de nombreux salons et festivals, Foutou'art a eu la chance de travailler et d'exposer avec une multitude d'artistes issus de la presse alternative et satirique. Des personnalités telles que Willis from Tunis, Trax, Fathy Bourayou, Ivan Brun ou Noël Godin ont collaboré avec le journal[source insuffisante].

## Ligne éditoriale et contenu

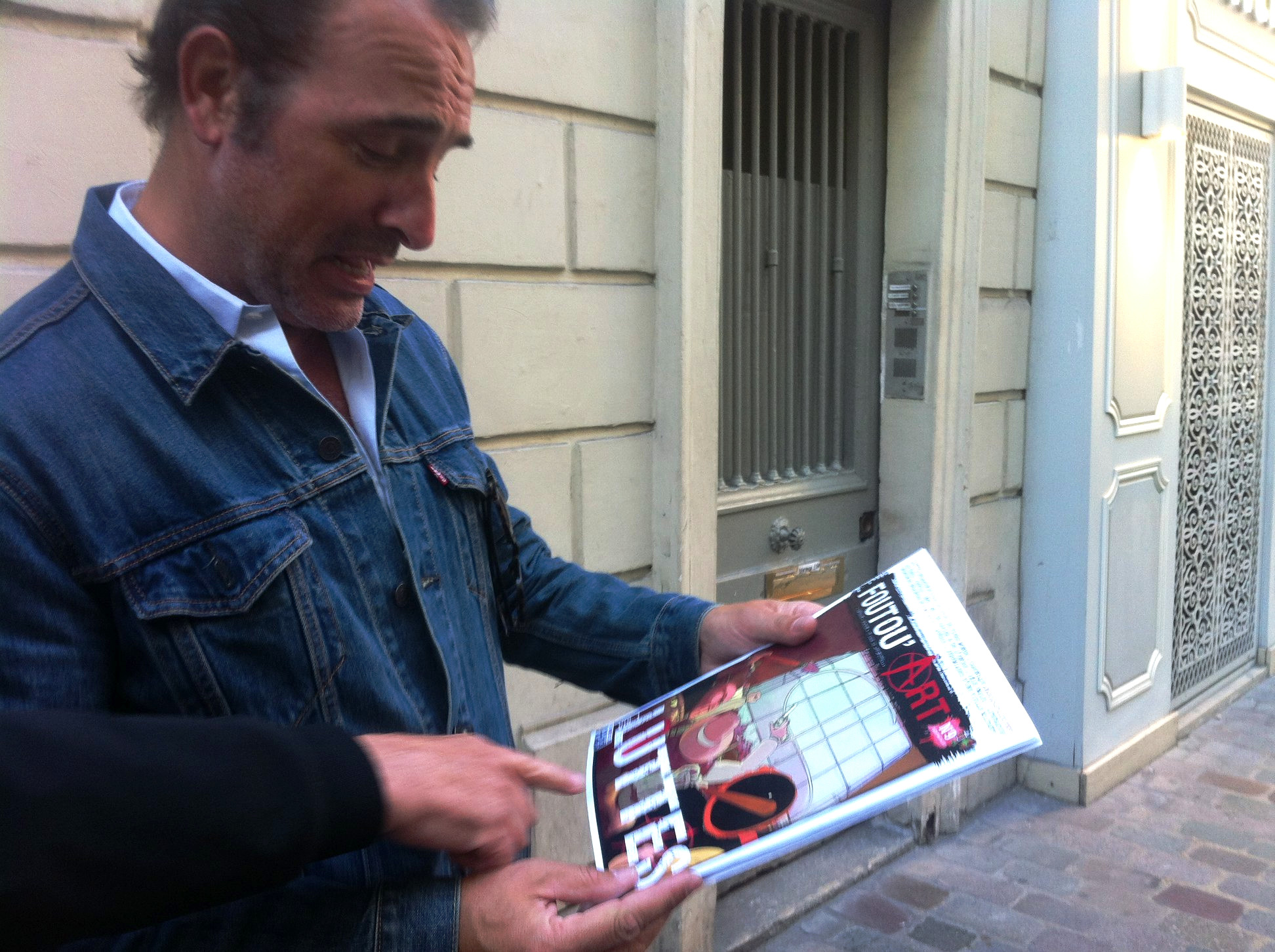
Quand Jean Dujardin découvre Foutou'art.

Le journal suit les actualités militantes, humanitaires, ou sociales peu relayées par « les grands médias », ainsi que les manifestations culturelles et artistiques. C'est également un support pour le dessin satirique, l'illustration, la bande dessinée, l'art, et la poésie contemporaine. Le journal contient de nombreuses caricatures politiques et dessins humoristiques,,,.
Foutou'art a réalisé une grande quantité d'interviews en vidéo d'acteurs du monde politique et culturel : Philippe Poutou, Nathalie Arthaud, Alain Krivine, Gérard Filoche, Arlette Laguiller, [Jean-Marc Le Bihan], l'artiste Ben, etc.[source insuffisante].

## Le financement
Le journal s'auto-finance grâce à la vente de ses numéros, l'organisation de manifestations culturelles, les appels à dons, la vente d'affiches et de cartes postales. Le journal est 100 % indépendant et ne contient aucune publicité hormis les siennes.

## Les événements marquants
Depuis 2021, le collectif réalise des manifestations de soutien pour le journaliste afro-américain emprisonné depuis 40 ans, Mumia Abu-Jamal[source insuffisante].
En 2015, Foutou'art collabore avec le Collectif Zonzons à la suite de l'attentat contre Charlie Hebdo. Ensemble les deux collectifs réaliseront l'exposition "Y'a ceux qui disent" qui se penche sur la marionnette de Guignol et de son rapport à la liberté d'expression.
En 2013, le journal organise une émission radiophonique sur le projet Ol-Land et ses opposants en partenariat avec Radio pluriel.

## Les expositions du collectif
- 2012 - Exposition "Ne travaillez jamais" à la Coopérative du Zèbre[14] (Lyon)
- 2012 - Exposition "Provoc’ au Rendez-Vous” (Lyon)
- 2015 - Exposition Y'a ceux qui disent à la galerie de la Bombarde"[15] (Lyon)
- 2015 - Exposition "Peace and Love" à la galerie L'Antre de Monde (Marseille)

## Foutou'art dans la presse
2020 - Ping-pong musical + pastille érotique Charlie Richard (La Plume dans les Étoiles)
2019 - Lyon 7e: fête de quartier associative place Mazagran (Le Progrès) 
2015 - Guignol est Charlie : une exposition après le choc de l’attentat (Le Progrès)
2014 - Dans l'intimité du Foutou'Art (Arlyo)
2011 - Revue de web sur Mélenchon : "c'est quand même facile…" (Lyon Capital)

## Les salons et festivals qui ont invité Foutou'art
- Le festival international du dessin de presse et de la caricature de l'Estaque [21](Marseille)
- Le festival du Fanzine du Bunker[22],[23] (Bruxelles)
- Le festival YAKA de la Liberté[24] (Montblanc)
- Le festival Femme plurielle[25] (Roujan)
- Le salon des 50 ans de la presse alternative à Lyon[26] (Lyon)
- La Fête de l'Humanité - stand des Anartistes (Paris)